# John Braham
John Braham (1774, Londýn, Anglie - 17. února 1856) byl anglický zpěvák, operní pěvec-tenor. Jeho kariéra ho dovedla až k tomu, že se stal jednou z největších evropských operních hvězd. Napsal také několik ne příliš důležitých písní, ačkoliv Nelsonova smrt je stále pamatována.

## Dětství
Jeho původ není zcela jasný. Možné je, že byl synem Johna Abrahama (nebo Abrahamse), který pravděpodobně účinkoval v divadle na Drury Lane (dnešní Královské divadlo) a který zemřel v roce 1779. Braham byl spojován také s dalšími londýnskými muzikanty s příjmením Abrahams. Nicméně neexistuje žádný dokument ani o jedné z těchto možností.
Je však téměř jisté, že se stal sirotkem ve velmi útlém mládí. Existují historky o tom, jak prodával tužky na ulici (časté živobytí chudých Židů v té době). Braham byl zpěvák ve velké synagoze, kde si ho všiml Michaele Leoni, operní tenorový zpěvák v divadle na Covent Garden, tj. v dnešní Královské opeře.

## Počátky kariéry
Své první vystoupení absolvoval právě v Covent Garden společně s Leonim v roce 1787. Poté se ještě znovu objevil s Leonim v červnu v Královském divadle.
Nicméně po roce 1788 není známo nějaké jeho další vystoupení až do doby, kdy se objevil v Bathu, pod ochranou jeho učitele, zpěváka Venanzia Rauzinniho v roce 1794. V době jeho prázdné mezery v kariéře byl podporován rodinou Goldsmidů. Goldsmidovi byli vlivní finančníci, kteří si udrželi jeho přátelství i v pozdějších letech a často ho využívali pro svou zábavu na jejich malých koncertech doma.
Rauzzini jej učil od roku 1794 do roku 1796.
Píseň Smrt Nelsona (The Death of Nelson), jeho největší skladatelský úspěch, byla poprvé představena v roce 1794 v divadle Lyceum.
Lady Hammilton, která seděla v soukromé lóži, byla z jeho výkonu tak nadšená, že dostala záchvat hysterie a musela divadlo předčasně opustit.
Lidé z Bathu ho začali nazývat "Sladký zpěvák z Izraele."

## Braham a Storaceovi
S rodinou Storaceových se poprvé setkal zřejmě v roce 1794. Stephen Storace, syn italského muzikanta, byl vážený hudební skladatel a jeho sestra Anna největší zpěvačka své doby známá pod přezdívkou Nancy, byli dříve také Rauzziniho studenti. Měli již spousty zkušeností z Itálie a Vídně, kde v roce 1786 Nancy ztvárnila první Zuzanu v Mozartově Figarově svatbě a oba byli skladatelovi přátelé. Ve Vídni se Nancy uvrhla do manželství s psychopatickým anglickým skladatelem Johnem Abrahamem Fischerem, se kterým se brzy rozešla. S Brahamem poprvé vystupovala v Bathu. V duetu s ním i jako sólistka. Byl to začátek jejich vztahu, který trval celých dvacet let. Nancy mu porodila syna Spencera.
Stephen jej požádal, aby se stal jeho hlavním zpěvákem v jeho nové opeře "Mahmoud" v roce 1796. Na premiéře triumfoval. Začala jeho dlouhá hvězdná kariéra. Společně s Nancy zpívali po celé Británii. Začali se také objevovat v Paříži, Miláně, Dublinu a mnoha dalších evropských metropolích.